# 能源宪章条约
《能源宪章条约》（英語：Energy Charter Treaty）1991年12月17日订立于荷兰海牙，包括了一系列国际能源贸易、投资的原则。1998年4月，《能源宪章条约》正式生效。但該條約過度保護石化燃料業，牴觸2015年的《巴黎協定》，導致陸續有義大利、波蘭、西班牙、荷蘭和法國相繼退出，德國與比利時亦考慮退出。日前，据称欧盟即将宣布整体从该条约退出。